# Sepp Piontek

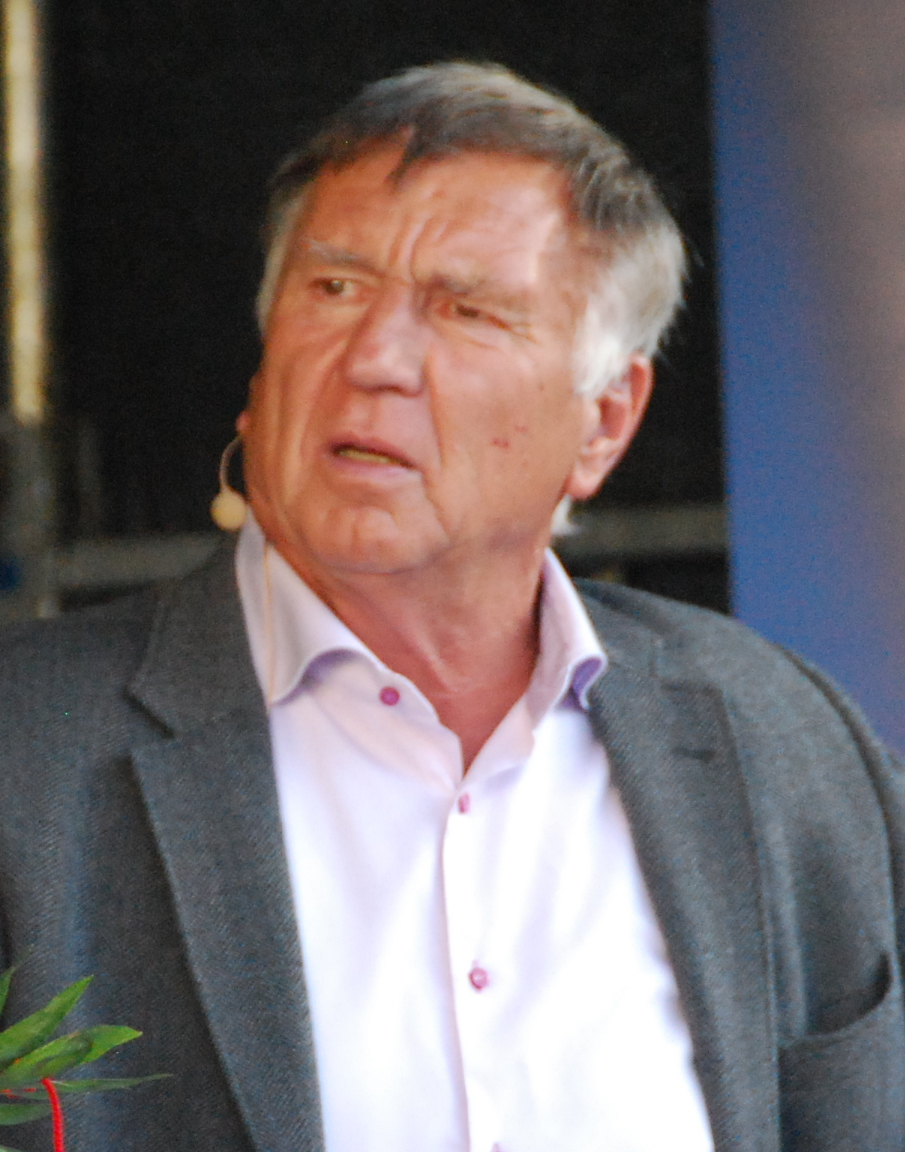
Sepp Piontek, 1 juni 2011.

Josef Emanuel Hubertus "Sepp" Piontek, född 5 mars 1940 i Breslau, är en tysk (tidigare västtysk) före detta professionell fotbollsspelare och tränare.
Piontek var förbundskapten för Danmark när de nådde sina första stora framgångar i modern tid under 1980-talet. Danmark nådde semifinal i EM 1984 och deltog i VM för första gången 1986 i Mexiko där de slog bl.a. Uruguay med 6-1 och Västtyskland med 2-0. I andra omgången förlorade man med 1-5 mot Spanien. 
Piontek firade som spelare framgångar i SV Werder Bremen där han blev tysk mästare 1965. Han spelade 6 A-landskamper för Västtysklands landslag.

## Meriter

### Som spelare
Werder Bremen
- Bundesliga (1): 1964/65
- 2:a i Bundesliga (1): 1967/68
- DFB-Pokal (Tyska cupen) (1): 1960/61

### Som tränare
Danmark
- Semifinal EM I Frankrike 1984
- VM i Mexiko 1986 (andra omgången)
- EM i Västtyskland 1988 (gruppspel)

### Webbkällor
Spelarbiografi om Sepp Piontek